# Anders Lindström (general)
Anders Reinhold Lindström, född den 14 januari 1955 i Borås, är en svensk tidigare militär (generallöjtnant). Han var chef för trafikförvaltningen vid Stockholms läns landsting och verkställande direktör för landstingets båda kollektivtrafikbolag Storstockholms lokaltrafik (SL) och Waxholmsbolaget 2012-2015.

## Karriär
Anders Lindström blev officer 1976 och tjänstgjorde därefter på Göta livgarde (P 1) i Enköping och Södermanlands regemente (P 10) i Strängnäs. Han har bland annat tjänstgjort i Arméstaben och Högkvarteret, åren 1995–1997 stabschef vid Mellersta arméfördelningen, åren 1997–1999 chef för Dalabrigaden (NB 13). Efter chefsbefattningar på Mellersta militärområdesstaben (Milo M) tjänstgjorde han som bland annat samverkansofficer vid United States Central Command i Tampa, USA. Han var fram till september 2002 ställföreträdande chef för Arméns taktiska kommando i Enköping och var åren 2002–2005 Rikshemvärnschef. Åren 2007–2011 var han insatschef vid Högkvarteret och överkommendant i Stockholm. Han befordrades till generallöjtnant i december 2007.
Han anställdes 2012 som verkställande direktör för Storstockholms lokaltrafik efter Göran Gunnarsson, och var tillika verkställande direktör för Waxholmsbolaget från 2013. I maj 2015 dömdes Lindström av en domstol i Hongkong för att ha stulit en korthållare på Hongkong International Airport under en tjänsteresa. Lindström själv hävdade att han av misstag glömt betala för den. Han blev i samband med detta skild från sin tjänst, och sade upp sig samma månad som chef för trafikförvaltningen och VD för SL och Waxholmsbolaget.